# 54827 Kurpfalz
54827 Kurpfalz este o planetă minoră (asteroid), cu un diametru de 2,086 km, din centura de asteroizi. A fost descoperită pe 14 iulie 2001 la Observatorul Palomar de Near Earth Asteroid Tracking. 
Obiectul prezintă o orbită caracterizată de o semiaxă mare de 2,3881854835787 UAi, o excentricitate de 0,21, o înclinație de 3,1 ° în raport cu ecliptica.